# Évaluation de l'information
L’évaluation de l’information est une opération mentale aboutissant à un jugement sur la valeur d’une information. Ce jugement est formulé à partir d’indices prélevés sur la source de l'information et/ou sur son contenu sémantique qui sont rapportés à des critères. 

## Historique
Le concept d’évaluation de l’information ne date pas d’Internet. Même s'il commence à prendre de l’importance au début des années 1990, marquées par la création d'Internet, il existe bel et bien depuis l’apparition de l’information, c’est-à-dire depuis la présence humaine sur Terre. Les enjeux de l’évaluation de l'information accompagnent la montée en puissance du rôle de l'Information Scientifique et Technique (IST) notamment après l’explosion des découvertes scientifiques et industrielles pendant et après la Seconde Guerre mondiale.

## Enjeux
Depuis l'arrivée d'Internet, au début des années 1990, l'évaluation de l'information est porteuse de nombreux enjeux. Le premier et le plus visible d'entre eux est celui de la lutte contre les "info-pollutions" qui prolifèrent sur Internet. Eric Sutter identifie quatre types de pollution informationnelle : la surinformation, la désinformation, la contamination de l'information et l'abus publicitaire.
- La surinformation ou surcharge informationnelle désigne la forte augmentation quantitative des informations circulant sur Internet. Elle conduit à la perte de repères, à la désorientation de l'esprit l’empêchant de discerner la véracité de l'information.
- La désinformation désigne un concept consistant à désorienter et à transformer des informations considérées comme vraies tout en masquant la manipulation qui les sous-tend. Elle a pour but de maintenir le lecteur ou l'auditeur dans un certain état d'ignorance[3].
- L'abus publicitaire ou intrusivité publicitaire est un phénomène par lequel une forme de publicité s'impose sans cesse, dérange l'individu exposé et l’empêche même de se projeter dans l'information.
- La contamination de l'information[1] désigne les phénomènes tels que la prolifération d'informations indésirables et les détournements des informations saines et inoffensives en des informations à des visées malsaines. Dans ce cas une simple recherche sur des sujets relativement inoffensifs, peut conduire à des sites, pornographiques, racistes etc[4].

## Les critères d'évaluation
En sciences de l'information et des bibliothèques, de nombreuses recherches ont identifié les critères d'évaluation - le plus souvent une trentaine[Lesquels ?] - auxquels les individus peuvent se référer quand ils recherchent des informations.  
Gilles Sahut a proposé de catégoriser ces critères en deux sous-ensembles : les jugements pragmatiques d'une part et les jugements épistémiques d'autre part. Les jugements pragmatiques se rapportent à l'utilité perçue de l'information (notamment la pertinence thématique : l'information est-elle en adéquation avec le thème de ma recherche?), à sa facilité d'accès et sa facilité d'usage. Les jugements épistémiques regroupent les critères relatifs à la valeur de vérité de l’information (crédibilité de l'information, autorité de la source...). Les études réalisées sur des jeunes publics montrent que lorsque ceux-ci cherchent des informations sur le web ou d'autres supports, ils se fondent fréquemment sur des critères pragmatiques. Ceux-ci peuvent prendre le pas sur des critères épistémiques. En d'autres termes, les jeunes tendent à privilégier les informations facilement accessibles et utilisables même si ce ne sont pas celles qui émanent des sources les plus fiables.      
Selon Alexandre Serres, spécialiste de la question, évaluer l'information de manière critique est une opération complexe. Dans son livre, Dans le labyrinthe : évaluer l'information sur internet, il fait référence à quatre notions clefs qui sont sous-jacentes à ce processus : 
- La crédibilité[4] :  il s'agit du degré de confiance que l'on peut accorder à une information. Elle peut s'appliquer sur les différents composants de l'information, à savoir l'auteur, la source, le contenu, le support, etc.

- L’autorité : il s'agit d'identifier le responsable, l'auteur, de l'information que l'on consulte.

- La pertinence : la pertinence est l’adéquation de quelque chose par rapport à un contexte. Selon ces termes, une information est jugée pertinente par rapport à  un besoin, à une problématique et à la production recherchée. Cette notion de pertinence, appliquée dans l'évaluation de l'information reste donc relative et contextualisée selon les besoins établis par les utilisateurs[9].
- La qualité : évaluer une information selon sa qualité désigne le fait de juger sa conformité aux usages prévus. Une information est jugée de bonne qualité si cette dernière est complète, précise, actualisée et structurée dans son ensemble[10].